# Чемпионат России по боксу 2008
Чемпионат России по боксу 2008 года проходил в городе Калининграде с 4 по 12 октября.

## Медалисты
| Весовая категория | Золото               | Серебро         | Бронза                                 |
| ----------------- | -------------------- | --------------- | -------------------------------------- |
| до 49 кг          | Сергей Казаков       | Бэлик Галанов   | Гаирбек Гермаханов Вячеслав Ташкараков |
| до 51 кг          | Магомед Абдулхамидов | Михаил Алоян    | Евгений Ермаков Зафар Парпиев          |
| до 54 кг          | Эдуард Абзалимов     | Зинат Жандыбаев | Александр Сорокин Рафик Магеррамов     |
| до 57 кг          | Араик Амбарцумов     | Руслан Камилов  | Сергей Игнатьев Вадим Желонкин         |
| до 60 кг          | Леонид Костылёв      | Эдуард Хусаинов | Владимир Магзумов Сергей Шигашев       |
| до 64 кг          | Максим Игнатьев      | Алексей Зубок   | Сулейман Бердукаев Александр Кузьмин   |
| до 69 кг          | Александр Ракислов   | Дмитрий Иванов  | Алексей Астахов Сергей Ситников        |
| до 75 кг          | Максим Коптяков      | Дмитрий Чудинов | Артём Чеботарёв Руслан Дербенев        |
| до 81 кг          | Александр Московский | Сергей Ковалёв  | Эдуард Якушев Никита Кузьмин           |
| до 91 кг          | Егор Мехонцев        | Евгений Романов | Спартак Бахтияров Мусалчи Магомедов    |
| свыше 91 кг       | Денис Сергеев        | Шамиль Гаджиев  | Сергей Плетосу Сергей Кузьмин          |